# Боккадор
Доменико да Кортона (итал. Domenico da Cortona), получивший из-за своей огненно-рыжей бороды прозвище Боккадор (итал. Boccador — «красный рот»; 1470, Италия — 1549, Париж, Франция) — итальянский архитектор, ученик Джулиано да Сангалло.

## Биография
Был приглашён королём Карлом VIII во Францию, где и остался до своей смерти (так же, как и Леонардо да Винчи). По желанию французского короля Франциска I принимал участие в проекте замка Шамбор, а также рисовал новую парижскую ратушу. Считается автором проекта замка Вильсавен.